# 游戏开发者
游戏开发者是指制作电子游戏软件的企业、团体或个人，其中企业性质的游戏开发者一般称为游戏开发商。开发者可以专门为特定的电子游戏机制作，也可以为多种平台开发，包括个人电脑。也有开发者专门为特定的游戏类型制作，例如角色扮演游戏或第一人称射击游戏。有些开发者专注于将游戏在各个平台间移植。有些开发者专注于将游戏翻译成其他语言。还有一种不常见的软件开发工作—為游戏製作补充内容。多数以获取利润为目的。
大多数游戏出版商，例如美国艺电、美国动视和索尼，下设开发工作室。由於主要活动是出版，所以一般被称为“出版商”。

## 开发者类型
電子遊戲開發者主要有：第一方、第二方、第三方及小规模独立開發者。開發商大多會聘請一些員工担任遊戲編程、遊戲設計师、遊戲美工、聲效、遊戲生產及遊戲測試等工作，有些開發商會將部份工作外判，上述任何工作的人都會被稱作「電子遊戲開發者」。
从历史上看，首选的开发方法已经转型了許多次。上世纪70年代至80年代初，最早的街机和家用游戏都有其内部制造商，如雅达利，每个游戏只有一个程序员。与此同时，家用电脑市场招募了一些无处推广自己编写的游戏的天才程序员，从而出现了最初的开发商-出版商的关系。虽说最早的这些开发商向计算机商店直销，确实独立，但随着行业的扩大，更昂贵的游戏和国内外零售大型出版合同激发了一个强有力的第三方开发商的发展。到了90年代，独立开发几乎已经从业界的意识里消失了，只有一个罕见的例外，id Software。然而2000年至2010年之间，行业注意到，独立开发再度興起，这主要是由于如今大型零售出版商的需求：担心市场被侵占和游戏的成本。一些开发商是为了应对这些压力，有些完全退出零售出版市场，或精简其过程，把重点放在大量的外包工作，就像电影制片厂所做的。

### 第一方開發商
通常簡稱為第一方或第一廠。指自行推出電玩主機的電玩廠商；如任天堂。一旦退出電玩主機開發，就不再算第一方開發廠。如SEGA、雅达利。

### 第二方開發商
通常簡稱為第二方或第二廠。以接受他廠委託，代工開發遊戲為主要業務。多半擁有相當程度的遊戲技術以維持競爭力，但苦無資金、通路甚至自家品牌產品。常由資深遊戲開發者成立，憑業界人脈取得外包訂單。
相較於第一方開發廠的定義明確，第二方開發廠就略顯模糊，比較像是為了與前者區分才產生的分類。任天堂尤其擅用此體系，如1986年12月由岩崎技研工業員工離職後成立的INTELLIGENT SYSTEMS與任天堂開發第一部合作，日後專為任天堂陣營提供聖火降魔錄等獨占軟體，可能是最早的第二方開發廠。日後如開發星之卡比的HAL研究所和開發神奇寶貝的GAME FREAK也都由任天堂扶植，解決90年代自家電玩主機欠缺軟體支援的問題。
在SCE陣營則稱此為衛星公司（英語：satellite company）。如LEVEL-5。
因為欠缺獨立性不利於發展，所以除非已被第一方開發廠持股或與他廠關係密切，否則成氣候的第二方開發廠往往會推出自家產品打響品牌。轉型為第三方開發廠。

### 第三方开发商
电子游戏发行商通常要求第三方开发商为一个或多个系统制定一个名称。无论是发行商和开发商对游戏的设计和内容都有很大的发言权。然而一般情况下，出版商还是希望能做开发商的主，毕竟是出版商雇佣开发商制作游戏。
开发商和出版商企业之间约定取决于一份契约，该契约清单规定了拟交付的里程碑，例如，每4至8周。接收最新的里程碑，出版商能够确认工作进展速度是否满足最后期限，并指导开发人员，游戏是否在某种程度上比预期跑题了。当每一个里程碑完成并被接受了，出版商支付开发商预先商定的版税。开发商利用这笔钱发放薪水和用于其他业务。
成功的开发商可以使几支团队为不同的出版商制作不同的游戏。不过，一般而言，第三方开发商往往是规模较小，且只有一个单一的，紧密团结的团队。
第三方游戏开发是一个不稳定的行业，小开发商的生存可能完全依赖于一个出版商的资金。一个游戏的取消对于一小开发商是致命的。正因为如此，许多较小的开发公司仅能存在几年甚至只有几个月。每一个游戏开发商的管理部门都在为不断争取里程碑的报酬和等待下一个游戏合同而持续分心。
极为成功的电子游戏开发商们有一个普遍满意的“撤出战略”，把公司卖给出版商，从而成为一个内部开发者。
比起第三方开发团队，内部开发团队往往在游戏的设计和内容上有更大的自由度。部分原因是因为开发商成了出版商的雇员后，利益变得同出版商完全一致也是可能的。出版商因此可以省点力气，不必调查开发人员是否拿了出版商的钱去养肥自己。
近年来较大的出版商已收购了几家第三方开发商。尽管这些开发团队现在技术上是“内部”的，但他们往往继续以一个自治的方式运行，每一个团队都有自己的文化和工作方法。例如： 美国动视公司收购的Raven （1997），Neversoft（1999），Z-Axis（2001），Treyarch（2001）， Luxoflux（2002），Shaba（2002），Infinity Ward（2003）和Vicarious Visions（2005）。所有这些开发商如同收购前一般继续运作，其主要分歧是排他性和财务细节。
历史已经表明，比起第三方开发商，出版商往往对自己的开发团队超出预算和跳票行为更加宽容。
游戏机硬件制造商的内部开发团队，也被称为第一方开发商。与某个游戏机制造商（也有出版商）紧密联系在一起的公司，被称为第二方开发商。令人不解的是，出版商有时在描述其与游戏机制造商（索尼，微软和任天堂）的关系时，称自己为第三方开发商 。这种第一方，第二方和第三方开发商的特别区分一般不适用于PC游戏开发商。
以歷史來看，第三方開發廠可能還早於第二方開發廠。原本在電腦業界第一方是指硬體主機廠商，第二方是消費者，第三方是軟體週邊廠商。再從任天堂後來縮減六大软件商優惠，活用第二方開發廠來看，這種在硬體廠與軟體廠間重新劃分的分類可能是為了形容任天堂的戰略佈局對業界的影響而日漸被定義下來的。
另外，第三方開發廠亦有接單代工他廠遊戲的時候，如From Software替萬代南夢宮開發異世紀機器人大戰系列。或Arc System Works替CAPCOM開發戰國BASARA X。

### 独立开发者
独立开发商是不隶属于或依赖于某个的出版商的软件开发者。有些开发者自己通过互联网和口耳相传发布他们的游戏。他们的产品由于没有主流出版商庞大的营销预算，所以风险相对低。他们可以自由地探索实验性的游戏主题和风格。
随着目前游戏机上廉价的数字销售式游戏的出现，独立开发者直接与游戏机制造商联系，将自己的游戏广泛推销现在正成为可能。举例来说，正如Everyday Shooter所做的，这是一个完全由一个人制作的可下载的PS3游戏。
其他独立开发者为不少电子游戏出版商制作各种游戏平台的游戏软件。近年来这种模式一直在下降，而较大的出版商，如电子艺界和美国动视越来越多地转向内部工作室，通常是他们出于主要开发需要而收购的原独立开发者。
独立开发者敢于创新求变，往往以小成本创造万倍利润神话（如憤怒鳥）。在传统洗脑式推销不能奏效的今天，独立开发者是大型游戏企业最为惧怕的利剑。但独立开发者常常受到大企业各种打压如“中伤”，“吞拼”，“法律诉讼”或“垄断”等。独立开发者必须有充足的技术和坚强的毅力才能渡过创业初期的难关。
独立开发者代表性作品：
- 愤怒的小鸟（Angry Birds）（在AppStore超过5亿下载量）
- Minecraft（全球销量超过800万套）
- 東方Project（在日本拥有800个以上同人组织）

## 生活品质
电子游戏开发通常是在一个非常随意的工作环境中进行。 T恤和凉鞋是常见的工作服装。工作时间通常是灵活的；许多开发商每天在上午10点00分开始工作，但员工普遍预期每周至少工作满40小时。在外人看来雇员的工资相当高而且工作轻松。许多开发商有某些分红计划，或提供版税和业绩相关的奖金 ，以奖励他们的员工。许多公司提供各种福利，如免费的小吃和饮料，并放宽员工抽空以'放松' -有时提供电子游戏，乒乓球桌和舒适的休息区。
许多人认为这种类型的环境对业务来说还是对个人来说都是有好处且令人愉快的。然而，该行业普遍高要求工作时间下的员工，有时在一定程度上是极度疲劳的和远离健康的。员工工作倦怠的情况并不少见。（见关键时间，下文）。
应当指出的是，游戏的开发不仅仅是软件行业，也是娱乐行业，众所周知大多数的娱乐行业（如电影和电视）需要员工大量的工作时间和献身精神。奖励创意型工作有利于娱乐业务吸引劳动力，创造一个有竞争的劳动力市场。这就要求希望保持竞争力的员工有高度的承诺和表现。尽管这样，人们担心目前该行业的工作条件造成员工生活质量的严重恶化。公会团体，如IGDA ，正越来越多的参与讨论这个问题。

### 关键时间
某些游戏开发商，如电子艺界，被指控犯有过度援引“关键时间”。“关键时间”是指开发团队因为无法按时推出原定日期的游戏，而被认为是失败。一般的管理部门以“关键时间的工作”来回答这个问题，口述了60 - 80小时工作周-主要是整个周末涉及工作-直到团队追回损失的时间。游戏创作中复杂的工作流程和无形的艺术和审美需求使人们难以管理团队的日程，这意味着它是一个说不定什么时候就会失败的不寻常的项目。然而，是可能有肆无忌惮的公司故意设置短得不合理的时间尺度，造成更多的“关键时间”迫使他们的团队少挣钱，多干活。
一种有争议的说法是，在美国因为大多数游戏开发工程师和艺术家表面上是领薪雇员，所以在“关键时间”加班时没有加班费。领薪雇员被列为“豁免非按小时计工资的专业人员”。在这种情况下，大多数国家有关加班工资的法律并不适用。加利福尼亚州是一个显着的例外，为了具体的保护软件开发员，强制最低小时工资（每工作小时）被视为免除。2008年，根据the amendment to California Labor Code Section 515.5 by Bill SB 929，这一最低工资标准由每小时36美元改为每年美元74880美元。由于大多数工作人员的收入高于这个值，因此加利福尼亚州的法律是对于限制“关键时间”的做法是无效的。
2004年，一个题为“ ea_spouse ”的博客条目（宣言类别，已经出版）使“关键时间”问题浮出水面。被残酷的“关键时间”拦在外边，当时电子艺界开发员Leander Hasty的未婚妻Erin Hoffman，写了那篇博客（Hasty和Hoffman从那以后加入一个独立的开发工作室，1st Playable Productions，并创办了一家面向讨论游戏业发展环境广泛的网站，Gamewatch ） 。Hoffman说，她的生活被公司的工作方针间接的破坏了,这导致了在该行业大量的辩论。2005年3月，电子艺界在国内宣布，计划给一些目前不符合条件的员工扩大加班费，但目前依然没有任何明显的变化。
随着更多高级的游戏开发员年龄和家庭责任的增长，许多公司正在放缓最坏的“关键时间”的做法以吸引最有经验的工作人员加入。

## 其它
- Itch.io
- 電子遊戲產業